# Acrocercops brachyglypta
Acrocercops brachyglypta là một loài bướm đêm thuộc họ Gracillariidae. Nó được tìm thấy ở Java, Indonesia, cũng như Samoa và quần đảo Solomon. Nó được miêu tả bởi E. Meyrick năm 1931.